# رود اشیدا
رود اشیدا (به لاتین: Ashida River) یک رود در ژاپن است که در استان اوکایاما واقع شده‌است.